# Le Pari de l'amour
Pour plus de détails, voir Fiche technique et Distribution.
Le pari de l’amour est un film romantique de long métrage, adapté d’un roman de la collection ADORAS. Il dure 97 minutes et a été réalisé par le franco-ivoirien Didier Aufort. Le film est sorti en 2004,
,,,
.  
Le tournage du film a débuté en avril 2002, à Paris. Plusieurs acteurs africains y ont joué. On peut citer les Ivoiriens Djedje Apali, Patrick Kodjo Topou et Beke Isabelle, la Sénégalaise Thiam Aïssatou, et le Congolais Virgile M’Fouilou,,,.

## Synopsis
Une coiffeuse, nommée Caroline, installée à Abidjan, la capitale économique de la Côte d’Ivoire, prépare son mariage en union avec un fonctionnaire,. Cependant, en jouant aux jeux de chevaux,  elle gagne par hasard la course et obtient une forte somme d’argent. ce résultat bouleverse sa situation et son quotidien. Exciter de vivre une vie parisienne, elle abandonne son futur mari et prend l’avion pour Paris en suivant un playboy du showbiz.
Ce film ressemblant à un conte de fée, met en relief les rêves de certains jeunes africains qui pensent être plus à l’aise à Paris que sur leur terre d’origine.

## Fiche technique
- Titre original : Le pari de l'amour[1],[4]

- Tire français : Le pari de l’amour[3]
- Réalisation : Didier Aufort[4], [7]
- Scénario : Emmanuel Grie & Didier Aufort[3]
- Chef opérateur : Ahmoudi LAGGOUNE[3]
- Son : Gregory CHABASSE[3]
- Musique : Jérôme LUCAS et Albert GANNA[3]
- Producteur : Dialogue Production[3]
- Pays d’origine : Côte d’Ivoire – France[3]
- Langue : français[1],[3]
- Genre : Comédie dramatique[1]
- Date de sortie : 2004[1],[5]